# MűGond
A MűGond (Művészet és Gondolat) kulturális vállalkozás, melynek célja mindenki számára elérhetővé tenni a magaskultúrát, bevezetést nyújtva a műalkotások értő befogadásába. Önmeghatározása szerint „hermeneutikai kör”, mivel a hozzá fordulókat komplex művek és kérdések megértésében, értelmezésében segíti, egyúttal közösséget kínál az ez iránt érdeklődőknek. Ennek elérése érdekében tudományos konferenciákat, publikációkat és mindenki számára elérhető kurzusokat kínál.
2019-ben hozták létre dr. Hoványi Márton, az ELTE adjunktusa és dr. Nagy Fruzsina irodalomtudósok, a Szónok Születik Retorikaiskola alapítói. Olyan művek feldolgozása a célja, melyek remekműnek számítanak az emberiség kultúrtörténetében. Első kurzusa, A nagy Dekameron-olvasás 2020 februárjában indult.

## Tevékenysége
A MűGond fő tevékenysége mindenki számára elérhető kurzusok nyújtása, szándéka szerint nívós előadások formájában. Előadói közé tartozik az alapítókon, dr. Hoványi Márton és dr. Nagy Fruzsina irodalomtudósokon kívül többek között Nádasdy Ádám nyelvész, műfordító, Gunther Zsolt Ybl-díjas építész, vagy Fischer Ádám karmester.

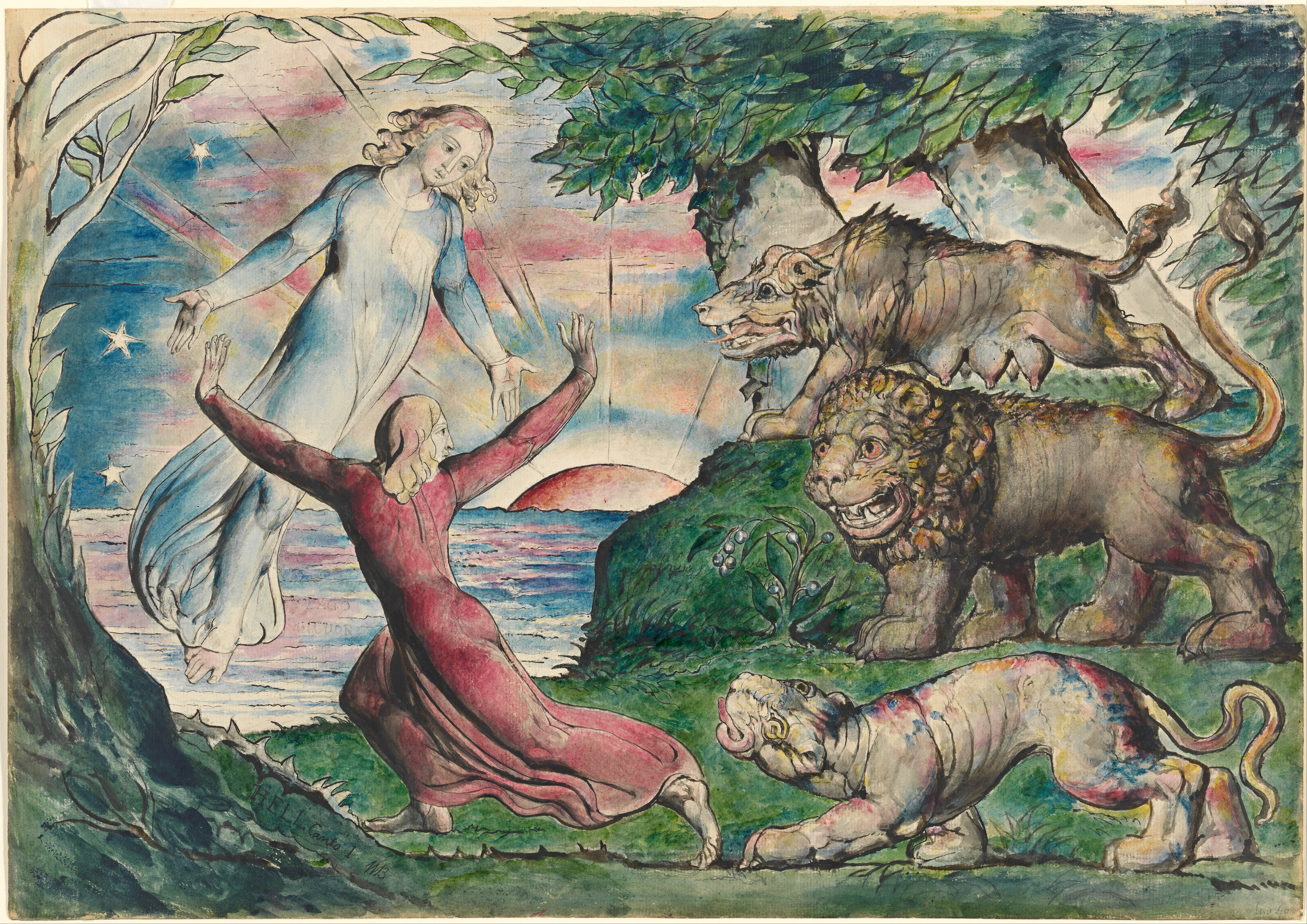
William Blake: Dante elfut a három vadállat elől

- A nagy Dekameron-olvasás: 2020-ban, a Covid19-világjárvány első hulláma idején hirdették meg az online kurzust, Boccaccio Dekameronjának értelmezéséről. Részben a bezártság elleni mentálhigiénés küzdelemként indult,[5][4][6] hiszen a mű alapszituációját az 1348-as pestisjárvány elől izolációba vonuló, és mentális egészségét történetmeséléssel megőrző társaság adja.[7] A száz novella száz nap alatt került sorra; a kurzushoz 220-an csatlakoztak.[5][4][6][8]
- Digita’ Commedia: online mesterkurzus Dante Alighieri Isteni színjátékának (Divina Commedia) művészeti, teológiai és filozófiai szempontokat átfogó értelmezése.[9][5] A három rész (Pokol, Purgatórium, Paradicsom) egyenként harminchárom énekének irodalmi és teológiai értelmezése mellett a mű zenei (Mona Dániel zenetörténész) és természettudományi (Imre Sándor villamosmérnök, akadémikus) vonatkozásaira, valamint William Blake 102 Commedia-illusztrációjára is kitér.[9][10][11] A kurzus előadója Nádasdy Ádám nyelvész, műfordító, az Isteni színjáték fordítója is.[9][4] Aktualitását Dante halálának 700. évfordulója adta, egyúttal Boccaccio Dante-rajongása kapcsot is jelentett az első kurzushoz. Struktúráját a Yale Egyetem Dante-kutatója, az Amerikai Dantisztikai Társaság(wd) elnöke, Giuseppe Mazzotta(wd) online kurzusának példája ihlette.[5] Az ELTE TÓK Kari Kiválósági Pályázatának köszönhetően az ELTE minden hallgatója számára ingyenesen hozzáférhető,[10] emellett a Magvető Könyvkiadó és a Líra támogatta.[11]
- Antik metaverzum I.: a világ teremtésének története Ovidiusnál és a héber Biblia elbeszélése szerint, filozófiai teremtéstan, valamint a teremtés ábrázolása a festészetben és a zenében.[12]
- Ulysses-küldetés: online mesterkurzus James Joyce Ulysses című regényéről, mely a modern világirodalom egyik legfontosabb regénye. A művet összművészeti, filozófiai, urbanisztikai, természettudományos és nyelvi szempontból is átfogóan értelmezi.[13][14][15] Vendégelőadói Gunther Zsolt Ybl-díjas építész, Imre Sándor villamosmérnök, akadémikus, Mona Dániel zenetörténész és Takács Ferenc irodalomtörténész.[13] A kurzus a mintegy 700 oldalas, nagyszabású és szerteágazó mű 1922-ben történt kiadásának 100. évfordulója alkalmából indult[3] a Nemzetközi Ulysses 100 programsorozat keretében, az Ír Nagykövetség, az ELTE és a Helikon Kiadó támogatásával.[14] Az Ulysses nehézségét jelzi, hogy a mintegy száz jelentkező jelentős része lemorzsolódott. Bár Joyce regényének cselekménye egyetlen napon, 1904. június 16-án játszódik, a reneszánsztól a 19. századig számtalan kultúrtörténeti utalás sűrűsödik benne. Emellett a regény műfaját is szétfeszíti azzal, hogy 18 fejezete 18 különböző elbeszélő technikát alkalmaz. A kurzus egyik előadása az Ulysses közép-európai vonatkozásairól szól, mivel a főszereplő, Leopold Bloom szombathelyi zsidó családból (Virágh) származik.[3]
- Kútraszállás: Thomas Mann József és testvérei című művének mélyértelmezése. 6 előadó (köztük Imre Sándor villamosmérnök, akadémikus, Mona Dániel zenetörténész és Varga Dániel egyiptológus, múzeológus) 35 előadásban, fejezetenként tárja fel a nagyszabású tetralógia(wd) természettudományi, mitológiai, filozófiai és vallási vonatkozásait, a zsidó−keresztény és közel-keleti kultúra lenyomatait.[16][17]

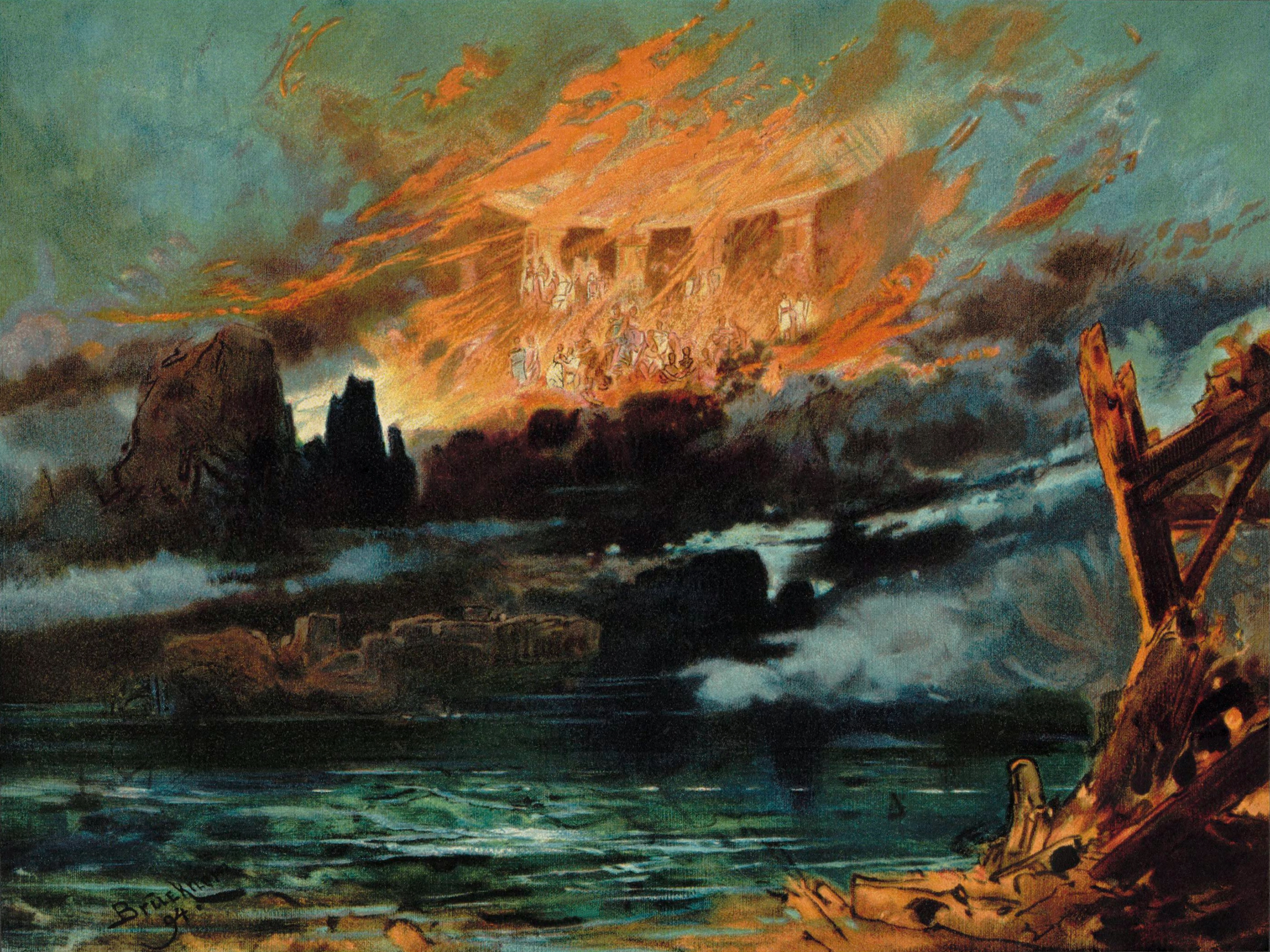
Az istenek alkonya zárójelenete Max Brückner, az ősbemutató díszlettervezőjének ábrázolásában

- Wagner kincse: mesterkurzus Richard Wagner fő művének, az opera műfaját is megújító A Nibelung gyűrűje értelmezéséről, mitológiai, irodalmi, zenekritikai, motivikus és esztétikai megközelítéséről. A kurzus a Ring-ciklus 2023. júniusi budapesti Wagner-napokhoz történő bemutatásához kapcsolódóan, a Müpával és az Eötvös Loránd Tudományegyetemmel együttműködésben valósul meg. Vendégelőadói Fejérvári Boldizsár fordító, irodálmár és zenész, Fischer Ádám Kossuth-díjas karmester és Kovács Sándor(wd) zenetudós.[18][19][2]

A kurzusokat az előadásokon kívül tesztek, játékok, interaktív módszerek színesítik. Többségük e-learning formában is elérhető az előadások felvételeivel, így az online formának köszönhetően bárhonnan hozzáférhetők. A kurzusok köré a virtuális és valós térben közösség, „hermeneutikai kör” is épül.
2020 végén az ELTE TÓK és a MűGond szervezésében rendezték meg a kétnapos VII. Országos Hajnóczy Péter-konferenciát az író életművéről online formában, A téboly menyasszonya – (Elme)betegség és terápia Hajnóczy Péter életművében címmel.